# Домашен гълъб
Домашният гълъб (Columba livia domestica) е птица от семейство Гълъбови (Columbidae), произлизаща от скалния гълъб. Тази птица е опитомена от човека преди повече от 5000 години, за което свидетелстват открити надписи от Древен Египет и Месопотамия.
Гълъбите са сред няколкото вида птици, които хранят малките си отначало с т.нар. птиче мляко.

## Породи и използване на домашните гълъби
Постепенно, чрез подбор, са създадени голям брой породи домашни гълъби. Те биват с различни качества: декоративни – с особено оперение, спортни (пощенски) – способни да прелитат дълги разстояния, летци – издигащи се в небето и оставащи там с часове, играчи (преметачи, ролери) – които по време на полет правят акробатични превъртания, месодайни (месото им е деликатес) – с едри и тежки тела.
В по-ново време нерядко е използван при лабораторни опити в биологията и медицината.
По време на войни домашният гълъб често е бил използван за пренасяне на съобщения поради добре развитото си чувство за ориентация.

## Отглеждане и изложби
В миналото гълъбите са били отглеждани предимно за престиж от хора, които са разполагали с много средства. Днес отглеждането на гълъби е организирано в дружества, клубове и съюзи. Благодарение на колективните усилия на милионите любители на тези птици породите гълъби все повече се увеличават. Построени са гълъбодруми, където гълъбите се отглеждат и тренират под грижата на специалисти. Организират се регионални, национални и международни изложби и състезания.

## Гълъбът - символ на мира
Днес гълъбите са символ на мира. Легендата разказва, че веднъж богът на войната Марс, когато се готвел да тръгне на война, открил, че в шлема му са свили гнездо семейство гълъби и той трябвало да изчака да отгледат малките си. Така тези прекрасни птици осуетили намерението му да воюва.